# اعتراضات و اعتصابات سراسری معلمان ایران

«معلمان مطالبه‌جو، مرعوب این برخوردها نخواهند شد». (بیانیه شورای هماهنگی تشکل‌های صنفی فرهنگیان ایران در اعتراض به بازداشت معلمان توسط نظام جمهوری اسلامی ایران)

اعتصاب سراسری معلمان ایران به مجموعه‌ای مداوم از اعتراضات به روش اعتصاب سراسری گفته می‌شود که در ایران در جریان است.
آموزگاران اهل ایران، نخستین بار در اردیبهشت ۱۳۹۷ دست به اعتصاب سراسری در شهرهای گوناگون این کشور زدند. این اعتصاب‌ها، بیشتر با روش بَست‌نشینی و سر باز زدن از حضور در کلاس‌های درس بود. سپس این اعتصاب‌ها در ماه مهر و آبان تکرار شد. در جریان اعتصاب سراسری معلمان ایرانی چندین تن از آنان، بازداشت شدند. اعتصاب معلمان پشتیبانی دانش‌آموزان و دانشجویان را به‌دنبال داشت.
در سال ۱۴۰۰، اعلام شد که استخدام طلاب (روحانی شیعه) در آموزش در دستور کار وزارت آموزش و پرورش قرار گرفته‌است. وزارت آموزش و پرورش، استخدام ۲۵ هزار طلبه به عنوان آموزگار را برای اسلامی‌سازی آموزشگاه‌ها دانست و چنین کاری را، قانونی و بر پایهٔ مصوبات مجلس و شورای عالی انقلاب فرهنگی اعلام کرد. قانون مصوب سال ۱۳۷۵ مجلس شورای اسلامی در مورد به‌خدمت‌گیری روحانیان در آموزش، مورد اشارهٔ این وزارت بود. همزمان با این نیز، ستاد همکاری حوزه‌های علمیه و آموزش و پرورش از چنین طرحی دفاع کرده و استخدام‌شدن ۲۵ هزار طلبهٔ جدید در آموزش و پرورش را درست دانست و اعلام کرد که در طول تنها یک سال گذشته، ۴۴۰ طلبهٔ دیگر به عنوان آموزگار استخدام شده بودند اما باز هم شمارشان کم بود. از چنین کارهایی، با عنوان «سند تحول بنیادین آموزش و پرورش» یاد شده‌است. این سند، با تأکید علی خامنه‌ای نیز همراه بوده‌است. در اعتراض به این موارد، کانون صنفی معلمان ایران در بیانیه‌ای به پایین بودن حقوق آموزگاران، نبود امنیت شغلی و حق بیمه و همچنین «جذب طلاب به عنوان معلم در مدارس» اعتراض کرد. کانون صنفی آموزگاران، در این دوره، درخواست آزادی آموزگاران زندانی پس از اعتصاب را نیز کرد.

### اعتراضات ۲۰ اردیبهشت ۱۳۹۷
معلمان ایران در ۲۰ اردیبهشت ۱۳۹۷ در اعتراض به وضعیت معیشتی و کالایی سازی آموزش و پرورش مقابل ساختمان سازمان برنامه و بودجه تجمع کردند. در جریان این تجمع شماری از معلمان بازداشت شدند. محمد حبیبی عضو کانون صنفی معلمان تهران، یکی از بازداشت شدگان آن روز، از آن زمان در زندان نگهداری می‌شود. دستگاه قضایی جمهوری اسلامی حبیبی را به ۷ سال و نیم زندان، دو سال ممنوعیت فعالیت سیاسی و اجتماعی و ۷۴ ضربه شلاق محکوم کرده‌است. علاوه بر او، شش تن دیگر از بازداشت شدگان این تجمع نیز به ۹ ماه زندان و جریمه نقدی بدل از ۷۴ ضربه شلاق محکوم شدند.

### اعتصابات ۲۲ مهر ۱۳۹۷
در تاریخ ۲۲ مهر ۱۳۹۷ معلمان ایرانی در چندین شهر ایران دست به اعتصاب زدند. این اعتصابات به شیوه تحصن و دست کشیدن از کار صورت گرفت. رسانه رادیوفردا به نقل از فعالان حوزه فرهنگیان فعال در فضای مجازی اظهار کرد که این تحصن‌های اعتراضی دست‌کم در شهرهای تهران، مشهد، تبریز، اصفهان، شیراز، کرمانشاه، ایلام، یاسوج، سنندج، سمیرم، همدان، آمل، زرین‌شهر، گناباد، اسلام‌آباد، تربت حیدریه، مریوان، سروآباد و گرمه برگزار شده‌است.
معلمان هدف خود را از این اعتصابات، درخواست رسیدگی به مطالباتشان مانند وضع اقتصادی نامناسب، دستمزدهای پایین، و تأخیر در پرداخت طلب‌هایشان عنوان کرده و خواهان آزادی دیگر معلمان زندانی شده‌اند. آن‌ها می اظهار کردند تحصن و اعتراضشان تا زمانیکه به مطالباتشان رسیدگی نشود، ادامه خواهد داشت.
در هفته پیشین این اعتصابات، شورای هماهنگی تشکلهای صنفی فرهنگیان ایران با انتشار فراخوان از تمام فرهنگیان کشور درخواست کرد روزهای یکشنبه ۲۲ و دوشنبه ۲۳ مهرماه در دفتر مدارس تحصن نمایند و از حضور در کلاس درس خودداری کنند. این فراخوان در شبکه‌های اجتماعی مختلف دست به دست شد. شورای هماهنگی تشکل‌های صنفی فرهنگیان که معلمان را به اعتصاب فراخوانده، انگیزهٔ اصلی این اعتراض را گرانی و تورم و «سفرهٔ خالی فرهنگیان» اعلام کرده‌است. فعالان صنفی آموزگاران در بخشی از بیانیه فراخوان خود آورده بودند: «نهادهای امنیتی و قوه قضاییه به جای برخورد با دزدان و فاسدان جامعه، معلمان مطالبه‌گر و عدالتخواه را تهدید، تبعید، انفصال، اخراج و زندانی می‌کنند.» همزمان با آغاز تحصن دو روزه معلمان سراسر کشور، کانون صنفی فرهنگیان استان قزوین با ارسال نامه‌ای سرگشاده به محمد بطحایی وزیر آموزش و پرورش خواستار رسیدگی به مطالبات معلمان معترض شد.

### اعتصابات سراسری ۲۳ مهر ۱۳۹۷
در سکوت رسانه‌های جمهوری اسلامی، دومین روز اعتصاب سراسری معلمان ایران از صبح دوشنبه ۲۳ مهرماه آغاز شد. اعتصاب سراسری صنف معلمان به دومین روز خود کشیده شد. در فراخوان شورای هماهنگی تشکل‌های صنفی فرهنگیان ایران روزهای ۲۲ و ۲۳ مهر ۱۳۹۷ به عنوان روزهای اعتصاب ذکر شد. این اعتراضات مدنی در اعتراض به «گرانی و تورم، پایین آمدن قدرت خرید معلمان، کیفیت‌زدایی از آموزش و ادامه بازداشت فعالان صنفی» صورت می‌گیرد و بنا بر گزارش‌ها، آموزگاران و دبیران مدارس در مدرسه‌ها حضور می‌یابند اما سر کلاس درس نمی‌روند. این تحصن قرار است روز دوشنبه نیز ادامه یابد. تصاویر متعددی از معلمان در شهرهای مختلف ایران منتشر شده که در دفتر مدیریت مدارس یا سالنی گرد هم آمده و دست از تدریس کشیده‌اند.
آنها دست‌نوشته‌های زیادی نیز در دست داشتند که محتوای آن‌ها دوری آن‌ها از وابستگی به احزاب «چپ و راست» و تنها تأکید بر شغل معلمی آن‌ها بود. کانال خبری شورای هماهنگی تشکل‌های صنفی فرهنگیان ایران روز شنبه (۲۱ مهر) در یادداشتی با عنوان «چه خبر از تحصن؟» نوشته بود که «هزاران معلم» آمادگی خود را برای شرکت در تحصن روز یکشنبه اعلام کرده‌اند.
در شبکه‌های اجتماعی تصاویر متعددی از معلمان در شهرهای شیراز، بوشهر، مریوان، بافق، تبریز، قم، یزد، سنندج، بابل، رفسنجان، کرمانشاه، کرج، ارومیه، تهران، جلفا، لنگرود، همدان، اصفهان و دیگر شهرها و شهرستان‌ها منتشر شده‌است که آنان را در دفاتر مدارس و در حال اعتصاب نشان می‌دهد.

### اعتصابات سراسری ۲۲ و ۲۳ آبان ۱۳۹۷
در تاریخ ۲۲ و ۲۳ آبان ۱۳۹۷ معلمان ایرانی در شهرهای مختلف دست به اعتصاب زدند. این اعتصاب به شیوه عدم حضور در کلاس درس و «تحصن» صورت گرفت. این دومین بار از آغاز سال تحصیلی ۱۳۹۷ در ایران است که معلمان دست به اعتصاب زدند. همچنین این معلمان علاوه‌براینکه خواستار افزایش دستمزد خود شدند، بر رعایت قانون کشور مبنی بر حق برخورداری همگان از آموزش رایگان پافشاری کردند. شورای هماهنگی تشکل‌های صنفی معلمان سه‌شنبه ۲۲ آبان مشارکت معلمان در دور دوم اعتصاب را «گسترده» توصیف کرد. تصاویر منتشر شده در کانال تلگرامی این شورا نیز بیانگر تحصن معلمان در شهرهای مختلف بود. در مجموع این سومین اعتصاب سراسری معلمان ایران در سال ۱۳۹۷ است.
در این اعتصاب معلمان در نقاط مختلف ایران از حضور در کلاس‌های درس خودداری کردند. آن‌ها همچنین با تحصن در دفتر مدارس به سیاست‌های وزارت آموزش و پرورش ایران و برخورد امنیتی با معلمان معترض، اعتراض کردند. چند تشکل صنفی در ایران در صفحات خود در شبکه‌های اجتماعی از آغاز دومین دور از اعتصاب و تحصن معلمان در برخی از شهرهای ایران در روز سه‌شنبه، ۲۲ آبان‌ماه، خبر دادند. بر اساس گزارش‌ها، «تحصن» در برخی از مدارس شهرهای سنندج، بانه، سقز، مریوان، کرمانشاه، اصفهان، شیراز، بابل، کرج، البرز، جلفا، خمینی‌شهر، ایوان غرب، اردبیل، یزد، شهر جم در استان بوشهر، همدان، لامرد، کازرون، دیواندره و قزوین، تبریز و ساری و همچنین مناطقی در استان تهران انجام شده‌است.

### اعتراضات سراسری ۲۰ آبان ۱۴۰۰
- در ۲۰ آبان ۱۴۰۰، اعتراضات سراسری آموزگاران در ۲۲ استان کشور انجام شد که در پی آن، برخی از معلمان، کتک خورده و بازداشت شدند.[۱۴]

### اعتراضات سراسری ۱۱ آذر ۱۴۰۰
در ۱۱ آذر ۱۴۰۰، تجمع‌های اعتراضی گسترده معلمان سراسر ایران در (دست‌کم) ۶۰ شهر و ۲۷ استان ایران برگزار شد.

### اعتراضات سراسری ۲ دی ۱۴۰۰
پنج‌شنبه ۲ دی ۱۴۰۰ به رغم احضار برخی از فعالان معلمان در روزهای قبل از آن و تهدید آن‌ها، تجمع معلمان در شهرهای مختلف ایران برای دستیابی به خواسته‌های صنفی و مدنی برگزار شد که در برخی از شهرها با برخورد نیروهای انتظامی و امنیتی نیز مواجه شد و معلمان نیز با سر دادن شعار «بی‌شرف! بی‌شرف!» خطاب به عوامل سرکوب‌کننده اعتراضات، واکنش نشان دادند.

### اعتراضات سراسری ۲۰ تا ۲۲ دی ۱۴۰۰
از ۲۰ تا ۲۲ (سه روز) آذر ۱۴۰۰، اعتراضات سراسری معلمان در ایران برگزار شد؛ نیروهای امنیتی به معلمان معترض در برابر مجلس، حمله کردند. معلمان به انجام نشدن: طرح رتبه‌بندی معلمان، قانون همسان‌سازی حقوق بازنشستگان، اجرای تحصیل رایگان و نیز آزادی معلمان زندانی، اعتراض کردند. یکی از معلمان معترض در برابر مجلس شورای اسلامی، کاغذی به دست گرفته بود که به سرکوب اعتراضات بی‌آبی اصفهان اشاره داشت و رویَش نوشته بود: «دانش‌آموزم نابینا شد! جواب آب، ساچمه نیست».

### اعتراضات سراسری ۲۳ دی ۱۴۰۰
در ۲۳ دی ۱۴۰۰، اعتراضات سراسری معلمان و فرهنگیان شاغل و بازنشسته، در ده‌ها شهر برگزار شد که در پی آن، برخی از فعالان صنفی معلمان بازداشت شدند. اعتراضات این روز، در پی فراخوان شورای هماهنگی تشکل‌های صنفی فرهنگیان ایران برگزار شد. یکی از شعارهای آنان این بود: «قلم بر تفنگ غالب است».

### اعتراضات سراسری ۳۰ بهمن ۱۴۰۰
آموزگاران و دبیران در سراسر ایران و بیش از صد شهر، اعتراض کردند که دست‌کم ۱۵ تن از آن‌ها بازداشت شدند. برخی از شعارهای آنان این بود: معلم زندانی آزاد باید گردد. با اهل قلم هر که درافتاد ورافتاد.

### اعتراضات سراسری اردیبهشت ۱۴۰۱
در اردیبهشت ۱۴۰۱ تجمع سراسری معلمان به دعوت شورای هماهنگی تشکل‌های صنفی فرهنگیان، در اعتراض به دستگیری معلمان، وضعیت معیشتی نامناسب معلمان شاغل و بازنشسته و همچنین کمبود امکانات آموزشی برگزار شد. تنها در شهر تهران ۷۰ نفر در این گردهمایی بازداشت شدند و به علت برخورد شدید امنیتی، معلم‌ها نتوانستند تجمع خود را در عمل برگزار کنند، اما در شهرهای دیگر این تجمعات برگزار شد.
روز پنجشنبه ۲۲ اردیبهشت ده‌ها شهر از جمله آمل، کرمانشاه، مریوان، سنندج، بیجار، سقز، شهرضا، سردشت و اردبیل، رشت، آبدانان خراسان شمالی، قزوین، شیراز، اصفهان، فسا و کرج شاهد تجمعات معلمان بود که با شعارهایی علیه مقامات جمهوری اسلامی، خواهان آزادی همکاران خود شدند که در بعضی از شهرها با ضرب و شتم نیروی انتظامی و بازداشت روبرو شدند.

### ۱۴۰۰؛ اعتراض به استخدام ده‌ها هزار طلبه به عنوان معلم
در ۱۲ اردیبهشت (روز معلم) ۱۴۰۰ کانون صنفی معلمان ایران در بیانیه‌ای به پایین بودن حقوق معلمان، نبود حق بیمه و امنیت شغلی برای آنان، عدم اجرای کامل همسان‌سازی برای بازنشستگان و همچنین «جذب ۲۵ هزار طلبه به عنوان معلم (برای اسلامی‌سازی) مدارس» اعتراض کرد.
در سال ۲۰۲۱ (۱۴۰۰)، در هنگامی که در این دوره آموزگاران و فرهنگیان ایرانی چند اعتصاب سراسری را برای اعتراض به نقض حقوقشان، تأمین نشدن روزی‌شان و … برگزار کرده بودند، استخدام طلاب (روحانی شیعه) در آموزش در دستور کار وزارت آموزش و پرورش قرار گرفت. وزارت آموزش و پرورش، استخدام ۲۵ هزار طلبه به عنوان آموزگار را برای اسلامی‌سازی آموزشگاه‌ها دانست و چنین کاری را، قانونی و بر پایهٔ مصوبات مجلس و شورای عالی انقلاب فرهنگی اعلام کرد. قانون مصوب سال ۱۳۷۵ مجلس شورای اسلامی در مورد به‌خدمت‌گیری روحانیان در آموزش، مورد اشارهٔ این وزارت بود. همزمان با این نیز، ستاد همکاری حوزه‌های علمیه و آموزش و پرورش از چنین طرحی دفاع کرده و استخدام‌شدن ۲۵ هزار طلبهٔ جدید در آموزش و پرورش را درست دانست و اعلام کرد که در طول تنها یک سال گذشته، ۴۴۰ طلبهٔ دیگر به عنوان آموزگار استخدام شده بودند اما باز هم شمارشان کم بود. از چنین کارهایی، با عنوان «سند تحول بنیادین آموزش و پرورش» یاد شده‌است. این سند، با تأکید علی خامنه‌ای نیز همراه بوده‌است. ستاد، همچنین اعلام کرد: «پیشینه تعلیم و تربیت در ایران قرن‌ها در اختیار حوزه‌های علمیه بوده (تا پیش از دوران رضاشاه) و اکنون سند تحول بنیادین آموزش و پرورش احیای ارزش‌های معرفتی و دینی است».

در اعتراض به این موارد، کانون صنفی معلمان ایران در بیانیه‌ای به پایین بودن حقوق آموزگاران، نبود امنیت شغلی و حق بیمه و همچنین «جذب طلاب به عنوان معلم در مدارس» اعتراض کرد. کانون صنفی آموزگاران، درخواست آزادی آموزگاران زندانی را نیز کرد؛ کسانی که از چند سال پیش از این، پس از شرکت در اعتصاب سراسری معلمان در زندان به‌سر برده‌اند. این کانون، پایان یافتن برخوردهای سرکوبگرانه با آموزگاران را نیز خواستار شد.
«نکتهٔ قابل تأمل و نگران‌کننده اینکه به طلبه‌ها اجازه داده می‌شود نه‌تنها در رشته‌های علوم تربیتی و دینی که در هشت رشته متنوع دیگر دبیری و آموزگاری از جمله آموزگاری ابتدایی، دبیری ادبیات فارسی، دبیری علوم اجتماعی، دبیری تاریخ و دبیری فلسفه می‌توانند در آزمون استخدامی شرکت کنند.» بخشی از بیانیهٔ کانون صنفی معلمان ایران
کانون صنفی معلمان ایران استخدام آخوندها را «پیش و بیش از هر چیز بیانگر نگاهی غیرتخصصی به موضوع آموزش و پرورش» و «بی‌اعتمادی به علم و نهادهای علمی جدید و نفوذ و سیطره هرچه بیشتر حوزه‌های علوم دینی بر آن‌ها» شمرد. این بیانیه همچنین به تغییرات گسترده در کتاب‌های درسی ایران، اعتراض کرد و نوشت: «علم جدید را به بهانهٔ سکولار بودن تخطئه می‌کنند اما به جز نفرت‌پراکنی در مورد آنچه غیرخودی می‌دانند، هیچ بدیل مناسبی را عرضه نمی‌کنند».
علی‌رضا حاجیان‌زاده نیز به‌عنوان مشاور عالی وزیر و دبیر ستاد همکاری حوزه‌های علمیه و آموزش و پرورش همچنین اعلام کرد که «مدارس علوم و معارف اسلامی» که به حوزه‌های علمیه وابستگی خواهند داشت، در استان‌های ایران گشایش خواهند یافت. وی در این مورد نیز افزود که «حضور مبلغین ثابت در مدارس بهترین کار تبلیغی است». این مقام آموزش و پرورش جمهوری اسلامی، همچنین رسماً اعلام داشت که: «یک دهه فعالیت مشترک حوزه علمیه و آموزش و پرورش» اکنون «حوزه‌های علمیه به صورت رسمی وارد حوزه تألیف کتب درسی شده‌اند و در تمامی گروه‌های درسی در این بخش نماینده دارند».

## چرایی‌ها
از مسئله عدم رعایت «اصل ۳۰ قانون اساسی» و نظام آموزش رایگان به عنوان یکی از دلایل اصلی این اعتصاب‌ها یاد شد. در ارتباط با موضوع آموزش رایگان، شورای هماهنگی تشکل‌های صنفی فرهنگیان سراسر ایران و سایر تشکل‌های صنفی معلمان و همچنین فعالان صنفی معلمان بارها با اشاره به اصل ۳۰ قانون اساسی، خواستار توقف خصوصی‌سازی و کالایی‌سازی آموزش شده‌اند. اصل ۳۰ قانون اساسی جمهوری اسلامی ایران می‌گوید: «دولت موظف است وسایل آموزش و پرورش رایگان را برای همه ملت تا پایان دوره متوسطه فراهم سازد و وسایل تحصیلات عالی را تا سر حد خودکفایی کشور به‌طور رایگان گسترش دهد.
در بیانیه‌ای که شورای هماهنگی تشکل‌های صنفی فرهنگیان ایران منتشر کرده بود، از معلمان و فرهنگیان خواسته بود که در اعتراض به «گرانی و تورم» و «وضعیت بد معیشتی و صنفی» در روزهای ۲۲ و ۲۳ مهر در کلاس‌های درس حاضر نشده و در دفتر مدرسه تحصن کنند.

## بازداشت معلمان

### اردیبهشت ۱۳۹۷
شش تن از معلمانی که در اردیبهشت ماه به وضعیت ناهنجار معلمان و خصوصی‌سازی مدارس اعتراض کرده بودند، هر یک به نه ماه حبس و پرداخت جریمه نقدی بدل از ۷۴ ضربه شلاق محکوم شدند. در اعتراض معلمان و بازنشستگان در ۲۰ اردیبهشت ۱۳۹۷ در تهران شعبه ۱۰۶۰ دادگاه کیفری دو مجتمع قضایی کارکنان دولت تهران عالیه اقدام‌دوست، عضو اتحادیه بازنشستگان، رسول بداقی، بازرس سابق کانون صنفی معلمان تهران، جواد ذوالنوری، محمد عابدی، حسین غلامی و اسماعیل گرامی را به اتهام «اخلال در نظم عمومی از طریق شرکت در تجمعات غیرقانونی» و «تمرد نسبت به مأموران حین انجام وظیفه» به تحمل نه ماه حبس تعزیری و پرداخت جریمه نقدی بدل از ۷۴ ضربه شلاق محکوم کرده‌است.

### مهر ۱۳۹۷
دو روز پیش از آغاز تحصن، دو نفر از فعالان حقوق صنفی معلمان در مشهد و سقز بازداشت شده‌اند. این درحالی است که عموماً زندان‌های نظام جمهوری اسلامی هیچ وقت بدون یک معلم زندانی نبوده‌است. در سال‌های پیش از این، تعدادی از فعالان حقوق معلمان بازداشت و به زندان‌های طولانی‌مدت محکوم شده‌اند. محمدرضا رمضان‌زاده، رئیس شورای هماهنگی تشکل‌های صنفی فرهنگیان و دبیر کانون صنفی معلمان خراسان شمالی، عصر ۲۲ مهر بازداشت شد. او از بدو بازداشت دست به اعتصاب غذا زده‌است. این خبر را صدیقه پاک‌ضمیر، عضو هیئت مدیره کانون صنفی معلمان تهران، در حساب شخصی توییتر خود اعلام کرده‌است.

### آبان ۱۳۹۷
دور جدید بازداشت‌ها در دور دوم اعتصابات معلمان در سال تحصیلی ۱۳۹۷ آغاز شد. به گفته شورای هماهنگی تشکل‌های صنفی فرهنگیان ایران، که سازماندهی اعصاب ۲۲ و ۲۳ آبانماه را بر عهده داشت، نهادهای امنیتی از جمله وزارت اطلاعات دستکم ۱۳ معلم را بازداشت و ۳۰ معلم دیگر را احضار کرده‌اند.

### اردیبهشت ۱۴۰۱
پنجشنبه ۲۲ اردیبهشت دو نفر از معلمان معترض به نام‌های مسعود فرهیخته و لطف‌الله جمشیدی در خیابان بهارستان بازداشت شدند. سیامک صادقی چهرازی، در اهواز، با ضرب و شتم شدید در مقابل اداره کل آموزش و پرورش خوزستان بازداشت شد. کانال شورای «هماهنگی تشکل‌های صنفی فرهنگیان ایران» از بازداشت دست‌کم ۲۸ معلم خبر داد که هفت نفر از آن‌ها در یاسوج بازداشت شده‌اند.

## واکنش‌ها

### پشتیبانی‌ها
- رضا پهلوی، ولیعهد پیشین ایران، یک روز پیش از اعتصابات ۱۶ مهرماه و پس از انتشار فراخوان‌های متعدد، در صفحه توئیتر رسمی خود از این اعتصابات سراسری حمایت کرد.[۳۶] پس از وقوع اعتصاب و تحصن سراسری معلمان در ایران، رضا پهلوی رسماً از این اعتصابات حمایت کرده و خواستار پیوستن دیگر قشرها جامعه به معلمان شد.[۳۷]
- شورای هماهنگی تشکلهای صنفی فرهنگیان ایران، که خود از رهبران اصلی اعتصاب سراسری معلمان بوده و پیشتر فراخوان‌های متعددی برای برگزاری این اعتصابات منتشر کرده بود، بارها حمایت خود را از این اعتصاب سراسری نشان داد.[۳۷]
- گروهی از دانشجویان دانشکده علوم اجتماعی دانشگاه تهران، نیز در حمایت از اعتصاب معلمان دست به تجمع زدند.[۱۰]
- در چند شهر، از جمله اهواز، لنگرود و قشم دانش‌آموزان نیز در روز دوم اعتصاب سراسری معلمان از آموزگاران خود حمایت کردند.[۲]
- نرگس محمدی فعال حقوق بشر و زندانی سیاسی، از فراخوان برای اعتصاب معلمان در روزهای ۲۲ و ۲۳ آبان حمایت کرد. او که دوران محکومیت خود را در زندان می‌گذراند، حمایت خود را از درون زندان ابراز کرد. فراخوان این تحصن از سوی شورای هماهنگی تشکل‌های صنفی فرهنگیان ایران صادر شده‌است. این شورا دوشنبه ۲۱ آبان (۱۲ نوامبر) طی بیانیه‌ای اعلام کرد که در روزهای سه‌شنبه و چهارشنبه آینده (۲۲ و ۲۳ آبان) بار دیگر معلمان ایران دست به «تحصن» خواهند زد.[۳۸]
- سازمان دیدبان حقوق بشر روز پنجشنبه اول آذر برابر با ۲۲ نوامبر با انتشار بیانیه‌ای اعلام کرد که مقام‌های جمهوری اسلامی در هفته‌های پیش از این به برخورد با فعالان کارگری و معلمان به خاطر حرکت‌های مسالمت‌آمیز اعتراضی و سازماندهی این اعتراضات شدت بخشیده‌اند. دیده‌بان حقوق بشر در اطلاعیه خود به‌خصوص به اعتصاب سراسری معلمان در شهرهای مختلف ایران و نیز تجمع اعتراضات کارگران شرکت نیشکر هفت‌تپه در آبان اشاره کرده‌است. مایکل پیج، معاون مدیر بخش خاورمیانه و شمال آفریقای دیده‌بان حقوق بشر، در همین رابطه گفت: «مقام‌های ایران معلمان و فعالان کارگری را به خاطر درخواست بحق افزایش دستمزد و اعتراض‌های مسالمت‌آمیزی که جزو حقوق اولیه کارگران است مجازات می‌کنند.»[۳۹]

### مخالفت‌ها
- سید محمد بطحایی، وزیر وقت آموزش و پرورش جمهوری اسلامی ایران، در پاسخ به اعتصابات سراسری معلمان در ایران، این اعتصاب‌ها را «دور از انصاف» خوانده‌است.[۱۰]

### رسانه‌ها
- همه رسانه‌های وابسته به نظام جمهوری اسلامی ایران، در برابر اعتصاب سراسری معلمان و بازداشت آن‌ها سکوت کردند.[۲] در این میان، رسانه‌های هوادار حکومت در ایران، از جناح‌های سیاسی اصلی اصلاح‌طلب تا اصولگرا، اخبار مربوط به تحصن و تجمع معلمان را پوشش نداده و سکوت اختیار کردند.[۳۷]

### شبکه‌های اجتماعی
پیش از وقوع اعتصاب سراسری بازاریان در مهرماه، فراخوان‌هایی در شبکه‌های اجتماعی برای دعوت مردم به برگزاری اعتصاب سراسری بازاریان در ایران در اعتراض به گرانی در روز دوشنبه ۱۶ مهر، منتشر شده بود. طی چند روز پیش از وقوع اعتصابات ۱۶ مهرماه ۱۳۹۷ فراخوان‌هایی برای پیوستن به اعتصاب سراسری در روز ۱۶ مهر مصادف با روز دانشجو در شبکه اجتماعی دست به دست شد. شبکه‌های اجتماعی با انتشار تصاویری از آغاز اعتصاب سراسری در ایران به ویژه بازاریان خبر دادند. وبسایت فارسی، رسانه یورونیوز اظهار کرد که دعوت به اعتصاب در روز دوشنبه ۱۶ مهر، در چندین روز پیش از آن در شبکه‌های اجتماعی تبلیغ شده‌است و کاربران با هشتگ «اعتصاب ۱۶ مهر» خواستار گسترش اعتصاب شده بودند.
در اعتصاب سراسری معلمان در مهر، در شبکه‌های اجتماعی پیام‌ها و تصاویر متعددی با هشتگ #اعتصاب_سراسری_معلمان و #تحصن_سراسری_معلمان در حمایت از اعتراض معلمان منتشر شده بود و عکس‌های پرشماری نیز از معلمان در اعتصاب در کانال‌های مرتبط منتشر شد. همزمان کانال شورای هماهنگی تشکل‌های صنفی فرهنگیان نیز در پستی از اقدام ناموفق «نیروهای امنیتی» برای در اختیار گرفتن مدیریت گروه تحصن سراسری مهرماه معلمان خبر داده‌اند و گفته‌اند مدیریت یک گروه دیگر به نام چالش تحصن معلمان ایران به دست این «نیروهای امنیتی» افتاده‌است.
لیلا زوری، که در ایران چندین سال معلم بوده و در حال حاضر در آلمان زندگی می‌کند، در مصاحبه‌ای با دویچه وله در مورد تفاوت اعتصاب سراسری معلمان در سال ۱۳۹۷ با سال‌های پیشین گفت: «معلمان قبلاً هر سال اعتراض کرده‌اند ولی امسال تحصن فرهنگیان از چند نظر با سال پیش یا سال‌های قبل از آن تفاوت دارد. اول اینکه تعداد معلمانی که در تحصن‌ها شرکت کردند بیشتر است و این اعتراضات جنبه همگانی و سراسری پیدا کرده، دوم اینکه معلمان موفق شدند از شبکه‌های اجتماعی برای رساتر کردن صداهای خود و طرح خواسته‌هایشان بهتر استفاده کنند. اما از همه مهم‌تر این است که تحصن همگانی معلمان همراه بوده با اعتراض‌های کامیون‌داران. به همین خاطر معلمان ایرانی امیدوارند به‌جای فشار و دستگیری این بار صدای آنها شنیده شود.»